# Манера (Комо)
Манера је насеље у Италији у округу Комо, региону Ломбардија.
Према процени из 2011. у насељу је живело 1338 становника. Насеље се налази на надморској висини од 258 м.